# Tremblaya
Tremblaya is een geslacht van vliesvleugeligen uit de familie Encyrtidae. De wetenschappelijke naam van dit geslacht is voor het eerst geldig gepubliceerd in 1985 door Trjapitzin.

## Soorten
Het geslacht Tremblaya omvat de volgende soorten:
- Tremblaya ceroplastae (Risbec, 1954)
- Tremblaya coffeicola Noyes, 2004
- Tremblaya minor (Silvestri, 1915)
- Tremblaya oleae (Silvestri, 1915)
- Tremblaya palaeococci (Risbec, 1951)